# Michel Lecours
 (décembre 2017).
Si vous disposez d'ouvrages ou d'articles de référence ou si vous connaissez des sites web de qualité traitant du thème abordé ici, merci de compléter l'article en donnant les références utiles à sa vérifiabilité et en les liant à la section « Notes et références ».
Michel Lecours,mort le 21 octobre 2002), est un professeur québécois.
Il a obtenu un baccalauréat (diplôme de fin de premier cycle universitaire au Québec, Canada) en génie électrique de l'École polytechnique de Montréal (1963) et un doctorat en électronique et en communications du Imperial College de Londres (1967). 
Il a été professeur au Département de génie électrique de l'Université Laval de 1967 à 2005. 
Ses recherches étaient principalement dans les domaines de la transmission sans fil et des radars.

## Distinctions
- 1987 - Prix Mérite de l'Association des diplômés de l'École polytechnique de Montréal
- 1991 - Fellow de l'ICI
- 1997 - Médaille John B. Stirling
- 1997 - Prix RAB de l'IEEE
- 1999 - Fellow de l'IEEE